# سعيد باشا لطفي
سعيد باشا لطفي السيد (1887 - ؟) هو أولُ رئيسٍ للإذاعة المصرية بعد افتتاحها عام 1934، وأخوه هو المفكر المصري أحمد لطفي السيد.

## حياته
وُلد سعيد باشا لطفي السيد أو محمد سعيد باشا لطفي، كان له أربعة أشقاء، حصل بعضهم على البشوية مثل سعيد، وآخرون حصلوا على البكوية مثل سليم بك السيد وكامل بك السيد. أصبح سعيد أول رئيسٍ للإذاعة المصرية بعد افتتاحها عام 1934، واستمر في منصبه منذ 31 مايو (أيار) 1934 حتى 22 ديسمبر (كانون الأول) 1947، خلفه بعد ذلك محمد بك قاسم والذي استمر رئيسًا للإذاعة المصرية في الفترة ما بين 22 ديسمبر (كانون الأول) 1947 حتى 15 أغسطس (آب) 1950.
تذكر المصادر أنَّ «بدأ محمد سعيد باشا لطفي حياته فلاحاً يباشر بالرعاية والاهتمام الزراعات في أراضيه، وأراضي أسرته فاكتسب من الزراعة صفة الصبر والأناة وهما ضرورتان لبناء رجال الإذاعة، ثم عين بعد ذلك مأموراً لأحد المراكز فاكتسب الضبط، والربط، وهذا ما يفسر إحكام إدارته لهذا الصرح العظيم».

## وصلات خارجية
- "عن الإذاعة المصرية". الهيئة الوطنية المصرية للإعلام. مؤرشف من الأصل في 26 كانون الثاني 2021. اطلع عليه بتاريخ 26 يناير 2021. {{استشهاد ويب}}: تحقق من التاريخ في: |تاريخ أرشيف= (مساعدة)